# Курт Бломе
Курт Бломе (на немски: Kurt Blome) е германски доктор и член на НСДАП. Изучава рака и биологичните оръжия.

## Биография
През 1921 г. в края на медицинското си образование представя тезата си „Относно поведението на бактериите във влиянието на електрическото течение“.
През 1922 г. се присъединява към НСДАП. През 1931 г. става член на СА и ръководител на санитарната бригада. През 1931 г. открива в Росток клиника за кожни и венерически болести. През 1936 г. става член на Райхския комитет за защита на германската кръв. През 1939 г. става зам.-началник на Националсоциалистическия съюз на лекарите и шеф на медицинската служба. На 29 август 1939 г., два дни преди инвазията на германските войски в Полша, става заместник-министър на здравеопазването на Третия райх. През октомври 1939 г. започва да публикува месечния вестник „Целта и пътят. Здравеопазване“. От 1940 г. той ръководи Райхския научен съвет по въпросите на наследствената и расовата чистота.
През 1942 г. той се противопоставя на плана за унищожаване на 35 000 поляци, болни от туберкулоза.
На 30 април 1943 г. Бломе става главен комисар по програмата за изследване на рака. Според Ернст Клее, този пост е само прикритие за програмата за биологични оръжия.
През 1944 г. Бломе става член на научния консултативен персонал, всемогъщ в здравеопазването на Третия райх по времето на Карл Бранд.
При последните избори на Третия райх той е избран за член на Райхстага.
След края на Втората световна война Бломе е арестуван и изправен в Нюрнбергския докторски процес, на който е оправдан на 20 август 1947 г. От 1948 г. той започва да работи като дерматолог и уролог в Дортмунд. Живее там до края на живота си.

## Биооръжие
Според монографията на Герхард Гайслер, под ръководството на Бломе са тествани биологични оръжия върху хора. Оправдаването на Бломе при съдебния процес на лекарите в Нюрнберг, се свързва с факта, че два месеца по-късно той е разпитан в лагер „Дейвид“ за разработването на биологични оръжия. От 1951 г. Бломе става служител на Армейския химически корпус на САЩ.